# Blasa, portera de su casa
Blasa, portera de casa és una sèrie d'historietes creada per Escobar pel llavors nou setmanari "Tío Vivo" el 1957. La concepció d'una nova sèrie per a aquest setmanari va venir forçada pel fet que els personatges creats per Escobar a Editorial Bruguera com Carpanta i Zipi i Zape eren, contractualment, propietat de l'editorial.

## Trajectòria editorial
Blasa, portera de casa va aparèixer per primera vegada en el número 1 de "Tío Vivo". Escobar ja havia creat una sèrie de protagonisme femení, Petra, criada para todo (1954) i encara crearia una altra més, Doña Tomasa con fruición, va y alquila su mansión (1959).

## Crítica social
Tot i no ser una de les sèries humorístiques més conegudes de Josep Escobar, aquesta sèrie destacava per la seva crítica social àcida i per la utilització d'un humor esperpèntic. Escobar va caricaturitzar un context social molt concret (els responsables de les porteries de les finques) que l'avenç teconològic ha provocat que avui ja quasi no existeixi. La feina de porter/a implicava realitzar una labor eficaç i necessària per a les finques. Representava els interessos de l'administrador de la finca i, alhora, estava al servei dels inquilins. En les properes dècades aquesta professió acabaria quasi per desaparèixer davant de l'arribada de l'aparell conegut com a “porter electrònic”.
La Blasa era el prototip de portera que volia controlar i saber tot el que passava en el seu “domini”. Com en aquells moments (a finals dels anys cinquanta) no era tan senzill tenir accés al lloguer d'un pis, la Blasa aprofitava la seva petita parcel·la de poder per subjugar els inquilins. No dubtava en reconèixer que l'edifici era com una petita dictadura que havia de funcionar sota la seva tutela i el seu poder arbitrari. La sèrie també mostrava una altra realitat històrica de l'època, la dels rellogats, una ajuda necessària per a molts inquilins amb la finalitat de poder pagar els rebuts mensuals del lloguer.

## Personatges
Blasa és una portera d'una comunitat de veïns de notòria corpulència i que sempre porta davantal i escombra. És una dona tafanera i coneix a la perfecció qui entra o surt de l'habitatge en què treballa. Ella mateixa es defineix a la primera pàgina de la sèrie dient que "me meto siempre con los vecinos, tengo la escalera hecha una birria y armo cada bollo que me sé de memoria la comisaría. En mi escalera se hace lo que yo mando y ¡ay del que se atreva a contradecirme! (em fico sempre amb els veïns, tinc l'escala feta un nyap i armo cada bollo que em sé de memòria la comissaria. A la meva escala es fa el que jo mano i ai del que s'atreveixi a contradir-me!) Tot i això tracta amb afecte al seu marit, Melanio, un home baixet, malaltís i feble de caràcter.
A la comunitat hi ha una gran quantitat de veïns que entren i surten, entre ells destaquen: el pirata Don Galeón, l'agent d'assegurances Don Perfecto, l'artista bohemi Don Acuarelo, el doctor Injecto i la seva esposa, i Soledad, una dona soltera que es decica a ficar animals a l'edifici d'amagat.